# Ретенберг
Ретенберг (њем. Rettenberg) општина је у њемачкој савезној држави Баварска. Једно је од 28 општинских средишта округа Обералгој. Према процјени из 2010. у општини је живјело 4.225 становника. Посједује регионалну шифру (AGS) 9780137.

## Географски и демографски подаци
Ретенберг се налази у савезној држави Баварска у округу Обералгој. Општина се налази на надморској висини од 805 метара. Површина општине износи 60,1 km². У самом мјесту је, према процјени из 2010. године, живјело 4.225 становника. Просјечна густина становништва износи 70 становника/km².

## Међународна сарадња
| Мјесто | Држава    | Врста сарадње | Од    |
| ------ | --------- | ------------- | ----- |
|        | Француска | партнерство   | 1969. |
| Извор  |           |               |       |